# 厚生大臣
厚生大臣（こうせいだいじん）は、主権国家において福祉政策の立案を補佐する政府の閣僚。または厚生相（こうせいしょう）とも。

## 概要
国家によっては厚生省の英語訳（Ministry of Welfare）ではなく、保健省（Ministry of Health）と称する場合もあるので、保健大臣、保健相と訳される。

## 各国の厚生大臣
- オーストラリア ： 保健高齢者相
- カンボジア ： 保健相
- カナダ ： 保健相
- デンマーク ： 保健相
- フランス ： 連帯保健省
- ドイツ ： 保健社会保障相
- ギリシャ ： 保健社会連帯相
- 香港 ： 食品保健局長
- 中華民国 ： 衛生福利部部長
- インドネシア ： 保健相
- イラク ： 保健相
- アイルランド ： 保健相
- イスラエル ： 保健相
- 日本 ： 厚生労働大臣[1]
- マレーシア ： 保健相
- メキシコ ： 保健相
- オランダ ： 保健福祉スポーツ相
- フィリピン ： 保健相
- ニュージーランド ： 保健相
- シンガポール ： 保健相
- スペイン ： 保健・福祉・平等省
- イギリス ：
  -  イングランド ： 国家保健相
  -  北アイルランド ： 保健地域相
  -  スコットランド ： 保健福利スポーツ相
  -  ウェールズ ： 保健福祉相
- ペルー ： 保健相
- タンザニア ： 保健社会福祉相
- ウルグアイ ： 保健相
- アメリカ合衆国 ： 保健福祉長官